# Komet Sukprasert
Komet Sukprasert (thailändisch โกเมธ สุขประเสริฐ; * 12. Juni 2000 in Suphan Buri) ist ein thailändischer Radrennfahrer, der im BMX-Rennsport aktiv ist.

## Sportlicher Werdegang
In seiner Juniorenzeit gewann Sukprasert 2017 und 2018 zwei Silbermedaillen bei den BMX-Asienmeisterschaften und nahm an der Jugendolympiade 2018 teil. Ebenfalls 2018 war er zum Training am Centre Mondial du Cyclisme in der Schweiz, was sich seitdem mehrfach wiederholte.
Von seinem Übertritt zur Elite 2019 bis 2024 war er ununterbrochen thailändischer Meister. Bei den Südostasienspielen holte er Goldmedaillen im Einzelrennen sowie im Zeitfahren. Nachdem die Asienmeisterschaften 2020 und 2021 infolge der Corona-Pandemie ausgefallen waren, siegte Sukprasert bei den drei folgenden Ausgaben; 2023 bedeutete dies für Thailand die Qualifikation für das olympische BMX-Rennen 2024. Sukprasert wurde für dieses Rennen nominiert und belegte den 23. Rang.
In den BMX-Rennsport-Weltmeisterschaften vertrat Sukprasert sein Land seit 2017. Seine beste Platzierung in der Elite war ein 30. Platz 2022. Außerhalb des BMX war er Mitglied der thailändischen Junioren-Mannschaft bei den Bahn-Weltmeisterschaften 2018.

## Erfolge
2017
 Asienmeisterschaften (Junioren)
2018
 Asienmeisterschaften (Junioren)
2019
 Thailändischer Meister
 Südostasienspiele – Einzel, Zeitfahren
2020
 Thailändischer Meister
2021
 Thailändischer Meister
2022
 Asienmeister
 Thailändischer Meister
2023
 Asienmeister
 Thailändischer Meister
 Asienspiele
2024
 Asienmeister
 Thailändischer Meister